# Petronor
Petronor o Petróleos del Norte S.A. és una empresa petroliera basca, l'objectiu de la qual és el refinament i comercialització de diferents productes petrolífers, així com dels seus derivats. Es va fundar a Bilbao (País Basc) el 1968.
Les seves instal·lacions es distribuïxen dintre dels termes municipals de Muskiz i Abanto-Zierbena.
En l'actualitat, la seva refineria és la major d'Espanya amb una capacitat d'onze milions de tones anuals d'hidrocarburs.
El 2007, Petronor va augmentar el seu benefici un 18%, fins als 295 milions d'euros.
La xifra d'ingressos va ascendir a 5.585 milions.
La participació de l'accionariat de Petronor es distribueix en un 85,98% a Repsol i el restant 14,02% a la caixa biscaína BBK.
La companyia compta amb una àmplia xarxa de gasolineres, distribuïdes en la seva majoria per les províncies del nord d'Espanya, presència que els accionistes de la companyia tracten de mantenir i reforçar donada la imatge que la companyia té en aquesta àrea geogràfica.
Un dels seus futurs objectius és la instal·lació a Muskiz (Biscaia) d'una unitat de xoc per la reducció dels fueloils que suposarà una inversió de 750 milions d'euros.
Des del juliol de 2008, Petronor està presidida per Josu Jon Imaz, doctor en Ciències Químiques i expresident del Partit Nacionalista Basc (PNB). Imaz va substituir a Pedro Fernández Frial que continua com a conseller.
El seu emblema comercial és una P dentada imitant les merlets del Castell de Muñatones, construcció del 1339 que està enclavada al costat de la refineria.

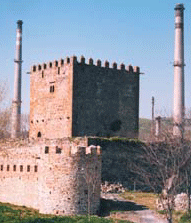
El Castell de Muñatones, emblema de la companyia.

L'actual logotip és una adaptació de l'emblema original ideat per José Manuel de Sendagorta - germà del primer president de Petronor-.
Aquesta ensenya va ser emprada també per la naviliera Petronor fins al seu cessament d'activitats el 1990 que va ser succeïda per la Naviliera del Golf de Biscaia.
El 2008 Petronor va signar un acord amb el Athletic Club de Bilbao per a patrocinar a l'equip bizcaí mitjançant la inserció de publicitat en la samarreta en canvi de 6 milions d'euros en 3 temporades. Per primera vegada en els 110 anys d'història del Athletic Club de Bilbao apareixia el logotip d'una empresa privada a la seva samarreta.